# Un oaspete la cină
Un oaspete la cină este un film românesc din 1986 regizat de Mihai Constantinescu. Rolurile principale au fost interpretate de actorii György Csapó, Ruxandra Bucescu și Constantin Codrescu.

## Distribuție
Distribuția filmului este alcătuită din:
- György Csapó — Mihai Iliescu, muncitor optician (menționat Gheorghe Csapó)
- Ruxandra Bucescu — Ileana Pandrea, studentă la Facultatea de Arhitectură
- Constantin Codrescu — Alexandru Pandrea, profesor universitar de mecanică fină la Institutul Politehnic, tatăl Ilenei
- Adela Mărculescu — Adela Pandrea, mama Ilenei
- Paul Lavric — Crișovanu, șef de secție la Fabrica de Aparate Optice
- Geo Costiniu — Dan Trăistaru, asistent universitar la Institutul Politehnic
- Daniel Tomescu — Hârtopanu, inginer optician, șeful echipei de cercetare a microscopului stereoscopic
- Vasile Muraru — Fănel, muncitor optician, colegul lui Mihai
- Carmen Enea — Dorina, studentă, colega de facultate a Ilenei
- Răzvan Florea — Ionuț, fratele mai mic al lui Mihai Iliescu
- Ion Siminie — Cârțu, directorul Fabricii de Aparate Optice
- Nicolae Albani — prorectorul Institutului Politehnic
- Vasile Popa — Pavel, muncitor optician, colegul lui Mihai
- Oana Ștefănescu
- Gheorghe Șimonca — maistru optician, coleg de serviciu al lui Mihai
- Jana Gorea — madam Petcu, gazda familiei Iliescu
- Mircea Stoian
- Geanina Crăciun
- Gheorghe Dănilă
- Lamia Beligan
- Marcel Horobeț
- Ștefan Guță
- Gabriela Baciu
- Velvet Moraru
- Gabriela Toma
- Mircea Bucescu
- Ștefan Mîntulescu
- Mirela Stănescu
- Ana Manolache
- Alexandru Manea
- Nicolae Pădureanu
- Niță Anastase — șoferul care transportă mobila (nemenționat)

## Primire
Filmul a fost vizionat de 1.974.566 de spectatori în cinematografele din România, după cum atestă o situație a numărului de spectatori înregistrat de filmele românești de la data premierei și până la data de 31 decembrie 2014 alcătuită de Centrul Național al Cinematografiei.